# ITunes Connect
iTunes Connect est un service créé par Apple utilisable par les producteurs afin de distribuer de la musique, des podcasts, des films, et des programmes télévisés sur l'iTunes Store, ainsi que des e-books sur Apple Books. 

## App Store Connect
Les développeurs utilisaient jusqu'alors iTunes Connect pour publier des applications sur l'App Store ainsi que sur le Mac App Store. En juin 2018, Apple lança un service dédié appelé App Store Connect,.

## Fonctionnalités
iTunes Connect et App Store Connect permettent tous les deux d'ajouter des métadonnées, définir dans quel pays est disponible l'application, avoir des statistiques et de collaborer sur un même projet en ajoutant des membres à une équipe.